# Xystrota virgota
Xystrota virgota är en fjärilsart som beskrevs av William Schaus 1901. Xystrota virgota ingår i släktet Xystrota och familjen mätare. Inga underarter finns listade i Catalogue of Life.